# Cappella Revedin
L'ex cappella Revedin è un edificio religioso che si trova a Ferrara in via Bologna, tra la chiesa della Sacra Famiglia e la scuola elementare Ercole Mosti. È nota per essere una delle pochissime costruzioni in stile neoclassico presenti a Ferrara.

## Storia

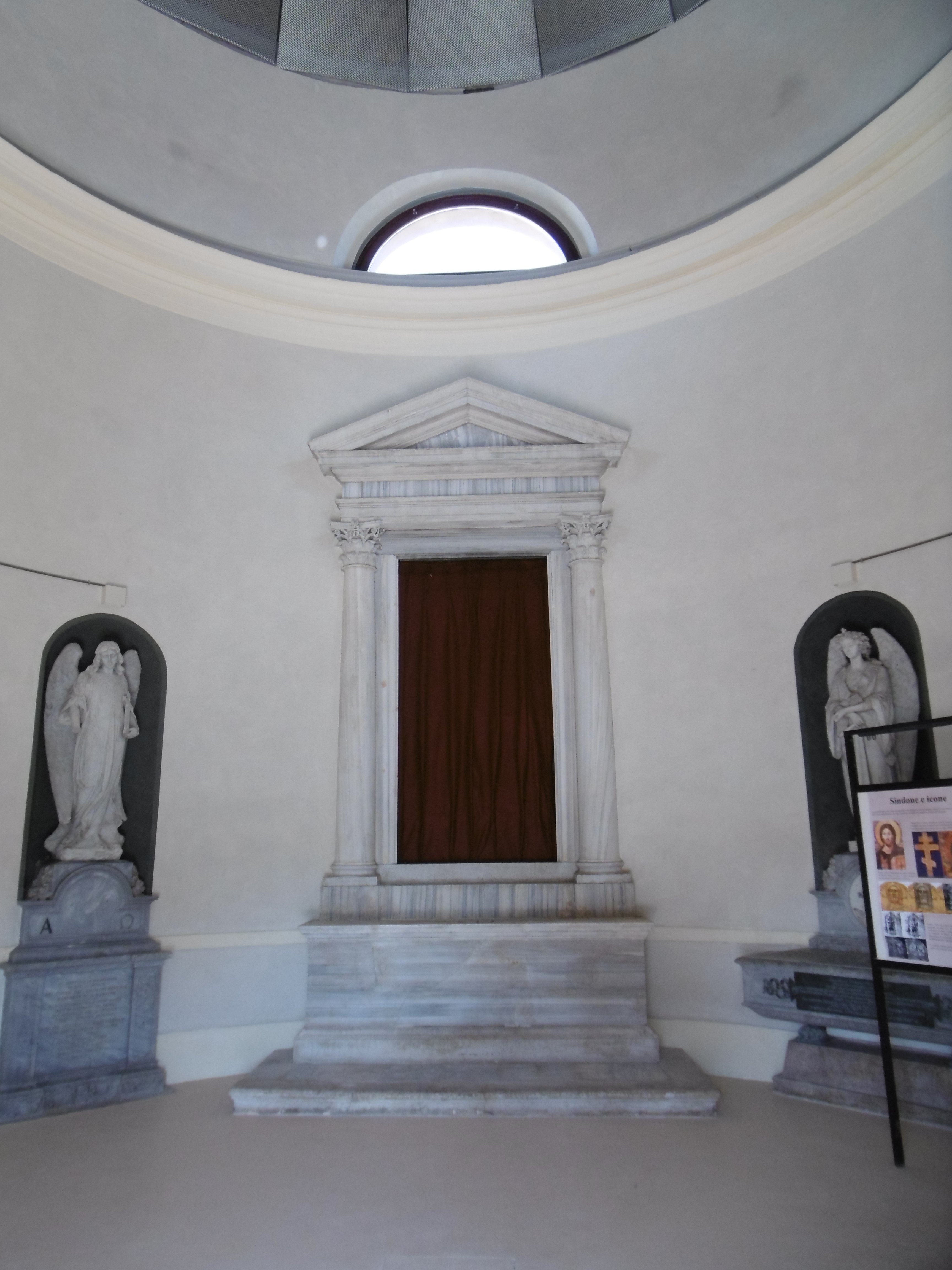
L'interno della cappella

L'edificio era una cappella privata, dedicata al S.S. Redentore,  fatta erigere dai marchesi Revedin tra il 1808 e il 1811.
Nel 1927 la cappella fu venduta dai Revedin al loro fattore Vittorio Parmeggiani.
Nel 1951 la cappella fu acquistata da Mons. Benvenuti e fu chiusa nel 1952 con l'apertura dell'adiacente chiesa della Sacra Famiglia.
Nel 1976 la cappella venne acquisita dal Comune di Ferrara.
Nel 2012 la cappella venne danneggiata dal sisma.
In data 14 marzo 2016 l'assessore ai lavori pubblici Aldo Modonesi ha annunciato il restauro della cappella con lo stanziamento della somma di 410.000,00 Euro.
Nel 2020 si sono conclusi i lavori di riparazione e miglioramento strutturale post sisma della cappella.